# Artur Pepłowski
Artur Pepłowski herbu Gozdawa (ur. 16 stycznia 1891 we Lwowie, zm. 22 stycznia 1935 w Warszawie) – podpułkownik dyplomowany artylerii Wojska Polskiego.

## Życiorys
Urodził się 16 stycznia 1891 we Lwowie.
Jesienią 1911 rozpoczął zawodową służbę wojskową w cesarskiej i królewskiej Armii. Na stopień podporucznika został mianowany ze starszeństwem z 1 września 1911 w korpusie oficerów artylerii fortecznej i wcielony do 5 morawsko-galicyjskiego batalionu artylerii fortecznej w Trydencie. W szeregach tego oddziału wziął udział w mobilizacji sił zbrojnych Monarchii Austro-Węgierskiej, wprowadzonej w związku z wojną na Bałkanach (1912–1913), a następnie walczył na frontach I wojny światowej. Awansował na kolejne stopnie: porucznika ze starszeństwem z 1 sierpnia 1914 i kapitana ze starszeństwem z 1 listopada 1917. 
15 lipca 1920 został zatwierdzony z dniem 1 kwietnia 1920 w stopniu majora, w artylerii, w grupie oficerów byłej armii austro-węgierskiej. Pełnił wówczas służbę w Dowództwie 1 Armii. W 1921 był szefem sztabu 16 Dywizji Piechoty w Grudziądzu. W tym samym roku został przydzielony do Wyższej Szkoły Wojennej w Warszawie, w charakterze słuchacza I kursu doszkolenia. 3 maja 1922 został zweryfikowany w stopniu majora ze starszeństwem od 1 czerwca 1919 i 35. lokatą w korpusie oficerów artylerii, a jego oddziałem macierzystym był 26 pułk artylerii polowej w Skierniewicach. 16 września 1922 minister spraw wojskowych, generał dywizji Kazimierz Sosnkowski na wniosek dowódcy Wyższej Szkoły Wojennej przyznał mu „pełne kwalifikacje do pełnienia służby na stanowiskach Sztabu Generalnego” i przydzielił do Oddziału I Sztabu Generalnego na stanowisko kierownika referatu. 31 marca 1924 prezydent RP nadał mu stopień podpułkownika ze starszeństwem z dnia 1 lipca 1923 i 24. lokatą w korpusie oficerów artylerii. Z dniem 1 czerwca 1924 został przydzielony z Biura Ścisłej Rady Wojennej do generalnego inspektora artylerii na stanowisko I oficera sztabu. W listopadzie 1925 został przeniesiony do 1 pułku artylerii najcięższej w Warszawie na stanowisko zastępcy dowódcy pułku. 12 maja 1926 w czasie zamachu stanu dowodził ubezpieczeniem i strażą tylną pułku, maszerujacego z koszar do Cytadeli. Następnego dnia pułk został otoczony przez piechotę, która przeszła na stronę Józefa Piłsudskiego i internowany w Cytadeli. W opinii za 1927 generał dywizji Władysław Jung napisał o nim: „jest już 1 rok na stażu w pułku i chce jeszcze przez 1 rok pozostać – jest wprawdzie trochę powolny, lecz bardzo dobry i rokuje być b. dobrym dowódcą pułku”i.
W kwietniu 1928 został przeniesiony do kadry oficerów artylerii z równoczesnym przeniesieniem służbowym do PKU Warszawa Miasto II celem odbycia praktyki poborowej. W listopadzie 1928 został przydzielony do PKU Płock na stanowisko komendanta. W marcu 1929 został zwolniony z zajmowanego stanowiska, a z dniem 31 października tego roku przeniesiony w stan spoczynku. Był członkiem Zarządu Głównego Związku Hallerczyków i prezesem Chorągwi Warszawskiej. Zmarł 22 stycznia 1935 w Warszawie „po długich i ciężkich cierpieniach”. Trzy dni później został pochowany na Cmentarzu Wojskowym na Powązkach (kwatera A10, rząd 8, miejsce 10).
Był żonaty z Jadwigą, z którą miał syna Jerzego Konstantego, ps. Jurek TK (1924–1944), podporucznika Armii Krajowej, poległego w powstaniu warszawskim.

## Ordery i odznaczenia
- Krzyż Walecznych[32]
- Krzyż Zasługi Wojskowej 3 klasy z dekoracją wojenną i mieczami[8]
- Brązowy Medal Zasługi Wojskowej z mieczami na wstążce Krzyża Zasługi Wojskowej[8]
- Krzyż Wojskowy Karola[8]
- Krzyż Pamiątkowy Mobilizacji 1912–1913[33]